# Gıyasettin Yılmaz
Gıyasettin Yılmaz (ur. 6 maja 1938 w Sarıkamış; zm. 11 października 2018 w Karşıyaka) – turecki zapaśnik walczący w obu stylach. Trzykrotny olimpijczyk. Odpadł w eliminacjach w Tokio 1964, Meksyku 1968 i Monachium 1972. Walczył w kategorii plus 90 – plus 100 kg.
Brązowy medalista mistrzostw świata w 1970; czwarty w 1965; piąty w 1966, 1967 i 1971. Wicemistrz Europy w 1970; trzeci w 1966. Triumfator igrzysk śródziemnomorskich w 1967 i 1971 i drugi w 1963 roku.